# Rivellia cognata
Rivellia cognata is een vliegensoort uit de familie van de Platystomatidae. De wetenschappelijke naam van de soort is voor het eerst geldig gepubliceerd in 1919 door Cresson.